# Warren Cuccurullo
Warren Bruce Cuccurullo (ur. 8 grudnia 1956 w Nowym Jorku) – amerykański muzyk rockowy, który współpracował z Frankiem Zappą (1979-81), członek współzałożyciel grupy Missing Persons (1980-86) i wieloletni członek zespołu Duran Duran (1986-2001).

## Życiorys
Urodził się w Brooklynie w stanie Nowy Jork jako najstarsze z czworga dzieci Jerry'ego i Ellen Cuccurullo. Miał dwóch braci, Jerry'ego i Roberta, oraz siostrę, Stephanie. Ma włoskie pochodzenie (pierwotnie od gminy Nocera Inferiore, w regionie Kampania we Włoszech), a także korzenie greckie. 
Dorastał na przedmieściach Canarsie w Brooklynie. Wychował się w rodzinie o silnej tradycji rzymskokatolickiej i uczęszczał do szkoły katolickiej w Brooklynie. W 1974 ukończył Canarsie High School. Zaczął grać na perkusji i gitarze jako dziecko.
Jako nastolatek Cuccurullo stał się oddanym fanem Franka Zappy. Wyjeżdżał na jego koncerty w odległości 500 mil od swojego domu w Brooklynie. W połowie lat 70. zaprzyjaźnił się z kilkoma członkami zespołu Zappy, w tym z Terrym Bozzio i Patrickiem O'Hearn. W ciągu kolejnych trzech lat brał udział w kilku występach z zespołem, jak również w 1979 Zappa w filmowym zapisie koncertu Baby Snakes (w październiku 1977). Imponował Zappie swoją wiedzą dotyczącą partii gitarowych do każdej piosenki Zappy w katalogu, w tym znajomością najdziwniejszych dźwięków czy najbardziej dziwacznych popisów zespołu.
W grudniu 1978 roku, w wieku 22 lat, Cuccurullo został zaproszony na przesłuchanie jako gitarzysta do nowego zespołu Zappy, w której wielu członków zostało zastąpionych (w tym Bozzio i O'Hearn). Na początku 1979 wziął udział w europejskiej i azjatyckiej trasie koncertowej Human Jukebox, z której utwory trafiły potem na płyty. Po tournée Cuccurullo powrócił z Zappą do studia, by nagrać albumy Joe's Garage - I, II, III (1979). Cuccurullo wspólnie z Dale Bozzio napisał kilka piosenek. W 1988 wziął także udział w trasie koncertowej Zappy jako gitarzysta.
Zaadoptował syna Mayko (ur. 7 lipca 1983), który zamieszkał w Rio de Janeiro w Brazylii z matką Claudią Bueno, jego wieloletnią partnerką. Mayko pojawił się w teledysku „Breath After Breath” Duran Duran, nakręconym w 1993 w Argentynie, a także śpiewał w projekcie N'Liten Up.
W latach 1989-2001 był gitarzystą zespołu Duran Duran. Utwór „Ordinary World” z albumu The Wedding Album (1993) odniósł światowy sukces. Dużą popularnością cieszyła się też piosenka „Come Undone”. W 1995 powstała płyta z coverami ulubionych piosenek zespołu zatytułowana Thank You. Potem grupa wydała dwie mało znane płyty Medazzaland (1997) i Pop Trash (2000). Znane z nich piosenki to: „Out Of My Mind” nagrana do filmu Phillipa Noyce’a Święty (The Saint, 1997) z Valem Kilmerem i „Someone Else Not Me”. Cuccurullo odszedł z Duran Duran podczas nagrywania płyty Medazzaland.
W 2001 zamieszkał w Venice (Los Angeles). W 2002 kupił włoską restaurację Via Veneto w Santa Monica w stanie Kalifornia, który stała się znana w okolicach Los Angeles i odwiedzana przez popularne osoby. Również finansował restaurację Hidden, preferującą kuchnię wietnamską z Michaelem „Bao” Huynh. Romansował z Avą Vincent (2001) i Belladonną.
W grudniu 2000 pozował nago do brazylijskiego czasopisma dla gejów „G Magazine”.
Przez większą część swego dorosłego życia, miał wielką pogardę dla jakiejkolwiek religii, ale wierzy w reinkarnację. Po własnym doświadczeniu śmiertelnej choroby w 2003 roku miał duchowe objawienie i chciał podzielić się ze swoimi fanami i światem.

## Dyskografia

### zFrankiem Zappą
- Joe's Garage - I, II, III (1979)
- Shut Up 'n Play Yer Guitar (1981)
- Tinseltown Rebellion (1981)
- Baby Snakes (1983)
- You Can't Do That On Stage Anymore volume 1 (1988)
- You Can't Do That On Stage Anymore volume 4
- You Can't Do That On Stage Anymore volume 6
- Guitar (1988)
- Any Way The Wind Blows (1991)
- You Can't Do That On Stage Anymore Sampler (1992)
- Strictly Commercial
- Frank Zappa: A Memorial Tribute
- Have I Offended Someone? (1997)
- Son Of Cheep Thrills (Love Of My Life)
- Trance-Fusion (2006)
- One Shot Deal (2008)

### z Missing Persons
- Missing Persons EP (1980, 1982)
- Spring Session M (1982, 1995)
- Rhyme & Reason (1984, 2000)
- Color in Your Life (1986, 2000)
- Best of Missing Persons (1987)
- Walking in L.A. (1988)
- Late Nights Early Days (1998)
- Missing Persons Remixed Hits (1999)
- Classic Remasters (2002)
- Lost Tracks (2002)

### zDuran Duran
- Notorious (1986)
- Big Thing (1988)
- Decade: Greatest Hits (1989)
- Liberty (1990)
- Duran Duran (The Wedding Album) (1993)
- Thank You (1995)
- Medazzaland (1997)
- Greatest (1999)
- Pop Trash (2000)
- Singles Box Set 1986-1995 (2004)

### solowe realizacje
- Thanks to Frank (1995)
- Machine Language (1997)
- Roadrage (1998)
- The Blue (2000)
- Trance Formed (2003)
- Playing in Tongues (marzec 2009 Edel Records – Europe, czerwiec 2009 Zappa Records - USA)

### Chicanery
- Chicanery (maj 2010 dPulse Recordings)

### zThe Smashing Pumpkins
- The Aeroplane Flies High (1996)

### współpraca
- Frank Sinatra
- Tetsuya Komuro/ TM Network
- The Epidemics
- Dweezil Zappa
- Ellis, Beggs & Howard
- Blondie
- Patrick O'Hearn
- Terry Bozzio